# Дёнгоф, Марион
Ма́рион Хе́дда И́льза Дёнгоф (нем. Marion Hedda Ilse Dönhoff; 2 декабря 1909, Фридрихштейн, Восточная Пруссия — 11 марта 2002, Фризенхаген, Рейнланд-Пфальц, ФРГ) — немецкая журналистка и публицистка, «гранд-дама политической журналистики ФРГ».
Автор нескольких десятков книг, многие из которых посвящены анализу истории Германии в XX веке.

## Биография
Марион Дёнгоф родилась в 1909 году в семье графов Денгофов в родовом поместье Фридрихштейн в Восточной Пруссии. Её отец граф Август Карл Денгоф был депутатом рейхстага. Мать Мария фон Лепель состояла придворной дамой у императрицы Августы Виктории. Марион была четвёртым ребёнком в семье и росла в полуфеодальной атмосфере среди усадеб и охотничьих угодий.
Окончив в Потсдаме мужскую гимназию (она была единственной девочкой в классе), Марион Дёнгоф в 1932 году поступила на экономический факультет Франкфуртского университета. Темой университетского диплома стала экономическая история хозяйствования её родового имения, которому без малого насчитывалось 700 лет.
После прихода к власти нацистов Марион Дёнгоф вступила в открытую оппозицию к режиму. За сотрудничество с коммунистами она получила прозвище «красная графиня».
По окончании учёбы в университете Марион Дёнгоф уезжает в Базель, а затем почти два года путешествует по миру. В 1937 году она возвращается в фамильное имение в Восточной Пруссии и включается в управление обширным родовым хозяйством.
В январе 1945 года, перед самым приходом Красной армии, Дёнгоф, бросив всё, покидает имение Фридрихштейн и за семь недель добирается до Гамбурга.
В 1946 году Марион Дёнгоф стала одним из постоянных авторов еженедельника Die Zeit. Её статьи во многом повлияли на формирование морального облика послевоенной Германии. С 1955 года Дёнгоф возглавляла политический раздел газеты, а в 1968 году стала главным редактором. За свою журналистскую и публицистическую деятельность Союз немецкой книготорговли в 1971 году вручил ей Премию мира.
Марион Дёнгоф была членом Академии художеств Гамбурга, почётным членом и вице-президентом немецкого общества внешней политики, членом ПЕН-центра.
Графиня Дёнгоф считала своим долгом способствовать восстановлению политических и культурных связей ФРГ с Польшей и странами Восточной Европы.
Даже будучи разлучена со своей малой родиной, Дёнгоф ощущала свою ответственность перед ней. В 1944 году, опасаясь бомбёжек, графиня с разрешения магистрата Кёнигсберга перевезла памятник Канту работы Кристиана Рауха к себе в имение и там спрятала. В советское время памятник был утерян. Считая, что однажды взятое у города необходимо городу вернуть, Марион Дёнгоф в 1990-х годах организовала кампанию по восстановлению памятника в Калининграде и пожертвовала крупную сумму на его изготовление. В 1992 году бронзовый Кант был заново отлит в Берлине скульптором Харальдом Хааке по старой миниатюрной модели и возвращён в Калининград, где установлен перед зданием университета, где его осматривали в дни празднования юбилея города в 2005 году В. В. Путин и Г. Шрёдер.
Графиня Дёнгоф смогла смириться с потерей родовых владений и никогда не пыталась вернуть своё родовое имение. «Когда я думаю о лесах и озёрах Восточной Пруссии, я уверена, что они по-прежнему столь же несравненно прекрасны, как и тогда, когда они были моей родиной. Возможно, это и есть высшая форма любви: любить то, что тебе не принадлежит».
Графиня Марион Дёнгоф скончалась в замке Кротторф во Фризенхагене и была похоронена на местном кладбище.
К юбилею Марион Дёнгоф в Германии выпущена памятная монета достоинством 10 евро. Надпись на ней отражает один из главных принципов Марион Дёнгоф — «Lieben ohne zu besitzen» («Любить, не владея»).

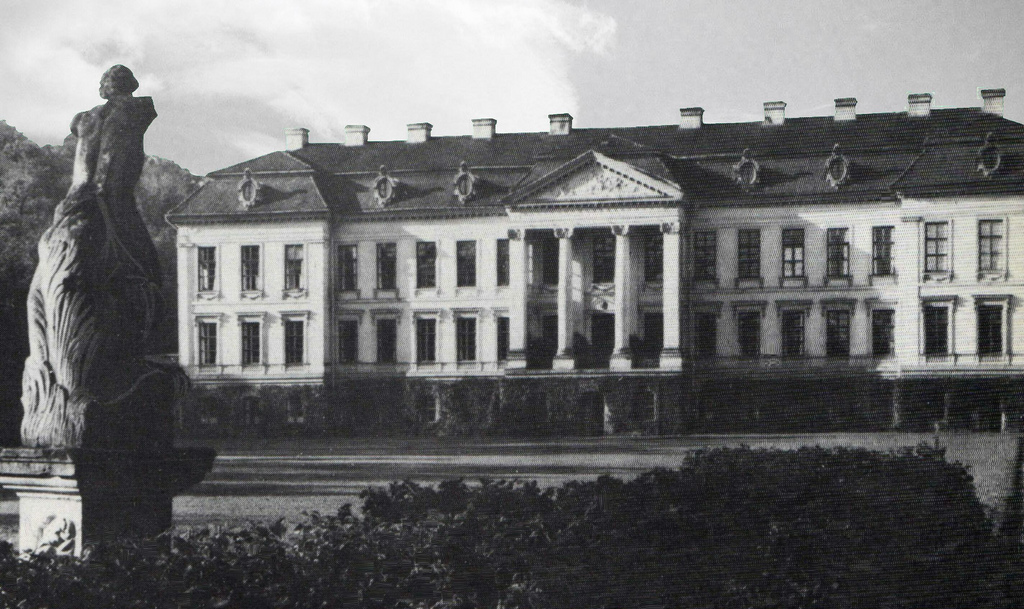
Поместье Фридрихштейн, фото 1927 года
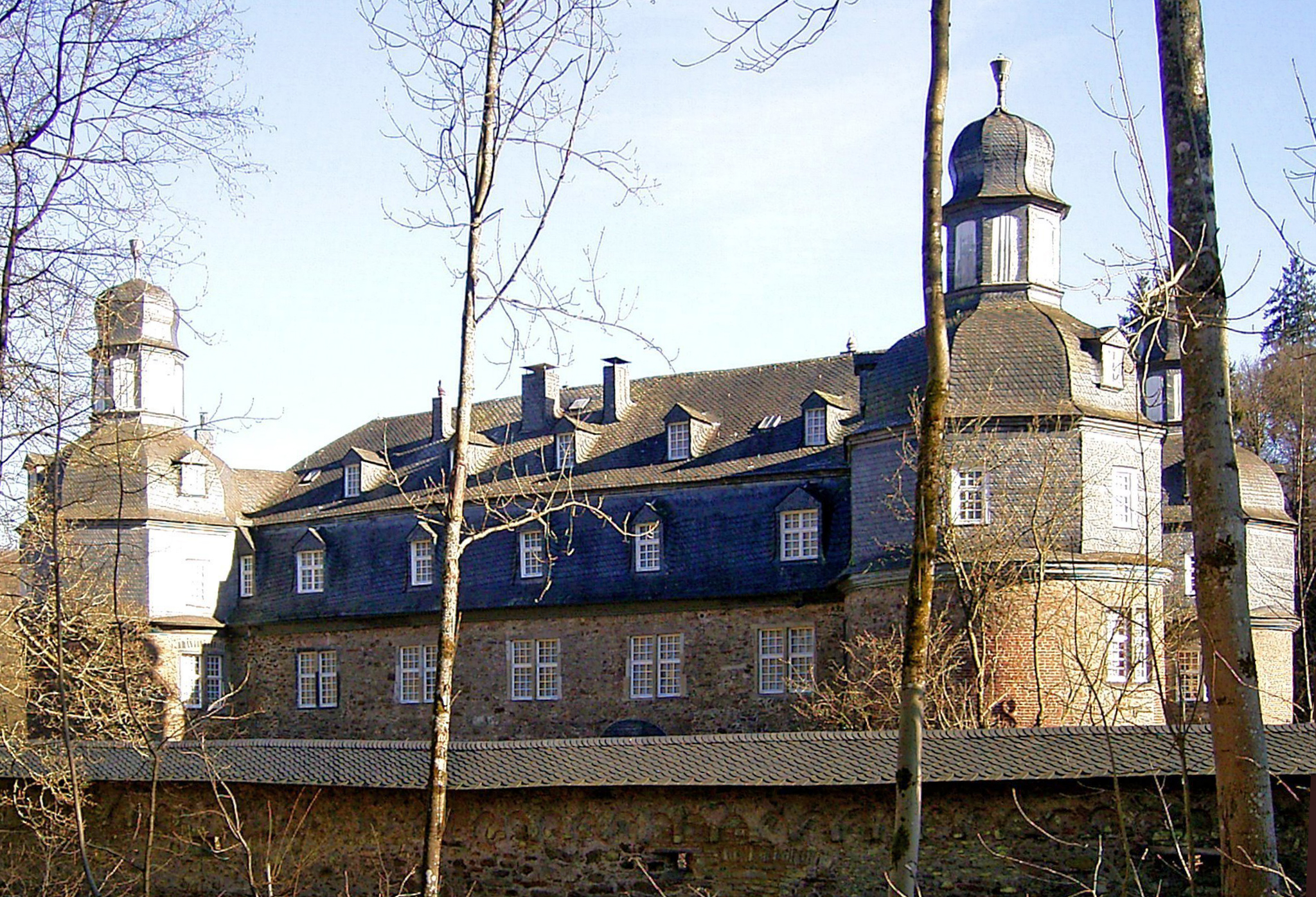
Замок Кротторф
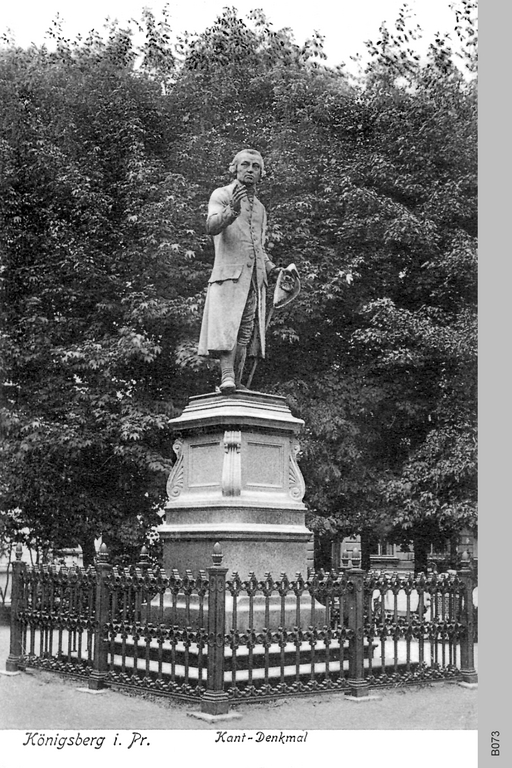
Памятник И. Канту, довоенное фото

## Награды, почётные звания и премии
- Почётный доктор:
  - Колледжа Смита (США, Массачусетс, 1962)
  - Колумбийского университета (Нью-Йорк, 1982)
  - Новой школы социального развития (Нью-Йорк, 1987)
  - Джорджтаунского университета (Вашингтон)
  - Университета Николая Коперника (Польша, Торунь, 1991)
  - Бирмингемского университета (1999)
  - Калининградского госуниверситета (1999)
- Почётный сенатор Гамбургского университета (1982)
- Премия Йозефа Дрекселя (1964)
- Премия Теодора Хойсса (1966)
- Премия мира немецкой книготорговли (1971)
- Премия Эразма (1979)
- медаль Вольфганга Деринга (1984)
- Премия фонда Луизы Вайсс (1985)
- Премия Генриха Гейне (1988)
- Премия культуры города Хердекке (1993)
- Премия Брюке, г. Гёрлиц (1993)
- Премия свободы Рузвельта (1994)
- медаль Райнхольда Майера (1995)
- Премия Эриха Кестнера (1996)
- Премия Бруно Крайского (1999)
- Премия Георга Дехио (Гданьск, 1999)
- Премия Германа Зинсхаймера (1999)
- Почётный гражданин ганзейского города Гамбурга (1999)
- Европейская премия Св. Ульриха (2000)
- Также её имя с 2009 года носит гамбургская гимназия